# Covenant Woman
Covenant Woman – piosenka skomponowana przez Boba Dylana, nagrana przez niego w lutym 1980 r., wydana na albumie Saved w czerwcu 1980 r. oraz jako strona B singla.

## Historia i charakter utworu
Utwór ten został nagrany w Muscle Shoals Sound Studio w Sheffield w Alabamie 15 lutego 1980 r. Była to piąta sesja nagraniowa tego albumu. Producentem sesji byli Jerry Wexler i Barry Beckett.
Zanim Dylan nawrócił się na chrześcijaństwo, właściwie każda z jego piosenek miłosnych miała swój podtekst duchowy. Jednak po konwersji tworzył piosenki duchowe z podtekstem miłosnym. Dlatego piosenka taka jak "Covenant Woman" może być adresowana zarówno dla Matki Boskiej lub kobiety, która będzie (czy jest) u boku Dylana w czasie jego życia jako nowo narodzonego chrześcijanina. Może być także adresowana dla obu.
Tekst delikatnie łączy motywy jego dawnych piosenek miłosnych z elementami biblijnymi. Wers "You know that we are strangers in a land we're passing through" powstał zapewne pod wpływem Tory ale także "Księgi Wyjścia" (22:21). Motyw "obcego na obcej ziemi" jest zresztą motywem dość często spotykanym i można go spotkać m.in. w piosence "Pretty Boy Floyd" mentora Dylana - Woddy'ego Guthrie. Wersy "I've been broken, shattered like an empty cup/I'm just waiting on the Lord to rebuild and fill me up" nawiązują do "Księgi Izajasza" (40:31).
Dylan wykonywał tę piosenkę na koncertach w czasie tournée gospelowych w latach 1979 i 1980. Były to wykonania bardzo emocjonalne ze świetnymi partiami harmonijki ustnej.

## Muzycy
Sesja 5
- Bob Dylan - wokal, gitara
- Fred Tackett - gitara
- Spooner Oldham - instrumenty klawiszowe
- Tim Drummond - gitara basowa
- Jim Keltner - perkusja

## Dyskografia
Singel
- "Solid Rock"/"Covenant Woman" czerwiec 1980 r.

Albumy
- Saved (1980)

## Wykonania piosenki przez innych artystów
- Rich Lerner and the Groove - Cover Down (2000)